# Station Smętowo
Station Smętowo is een spoorwegstation in de Poolse plaats Smętowo Graniczne.